# Flex Verkehrs-AG

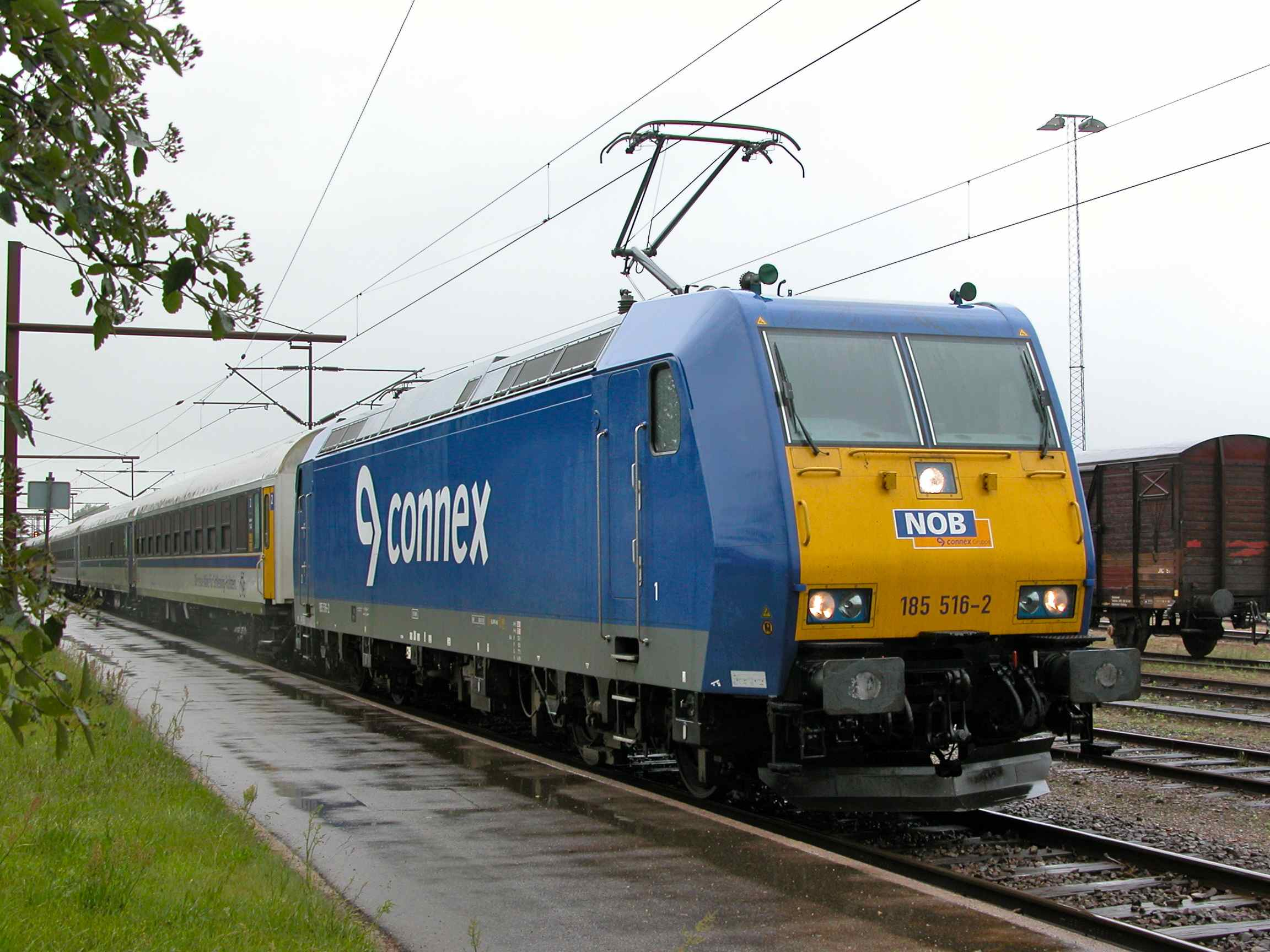
Flensburg-Express der NOB in Padborg (24. Juni 2004)

Die FLEX Verkehrs-Aktiengesellschaft war ein Verkehrsunternehmen mit Sitz in Flensburg, die Schienenpersonennahverkehr auf der Linie Padborg (Dänemark) – Flensburg – Neumünster – Hamburg betrieb („Flensburg-Express“). Der Betrieb der Strecke wurde nach der Insolvenz des Unternehmens 2003 eingestellt.

## Hintergrund
Der Betrieb kam ab Mitte Dezember 2002 nach der Einstellung einer Interregio-Zugverbindung zwischen Hamburg und Flensburg zustande. Dabei wurden Elektrolokomotiven von Siemens-Dispolok und modernisierte Schnellzugwagen der ehemaligen Deutschen Reichsbahn im Zweistundentakt eingesetzt. Eine Erweiterung des Streckennetzes in Richtung Berlin war geplant.
Außerdem betrieb FLEX zwei Buslinien. Dies waren der Airport-Bus A 20 vom Hamburger ZOB zum Flughafen Lübeck-Blankensee. Auf dieser Linie kamen Busse der VHH zum Einsatz. Die Linie E 55 von Berlin nach Kopenhagen wurde gemeinsam mit dem dänischen Partner Gråhundbus betrieben. Auf dem deutschen Streckenteil Berlin–Rostock kam ein von der NVAG, Niebüll, übernommener MB O 350 zum Einsatz, der von der Berliner Firma Magasch gefahren wurde.
Nach der Insolvenz der Flex Verkehrs-AG im August 2003 wurden die „schnellen“ Zugleistungen auf der Strecke Padborg–Flensburg–Hamburg vom 1. November 2003 bis zum Fahrplanwechsel im Dezember 2005 von der Nord-Ostsee-Bahn, die zu Veolia Verkehr gehört, übernommen. Die Züge der Nord-Ostsee-Bahn wurden im Volksmund weiterhin als „Flex“ bezeichnet, auch wenn dieser Zug diese Abkürzung aufgrund von Markenrechten der Flex Verkehrs-AG nicht führen durfte. Die Nord-Ostsee-Bahn nannte ihre Züge daher „Flensburg-Express“.
Seit Dezember 2005 betreibt die Deutsche Bahn die Strecke komplett sowohl im Regionalverkehr (unter dem Namen Schleswig-Holstein-Express) als auch im nationalen und internationalen Fernverkehr.